# Blame It on Lisa
"Blame It on Lisa" é o décimo quinto episódio da décima terceira temporada do seriado de animação americano Os Simpsons. No episódio, a família Simpson vai ao Rio de Janeiro, Brasil, em busca de um órfão brasileiro chamado Ronaldo, que Lisa apadrinhava. Lisa costumava receber uma carta do Ronaldo todo mês, mas isso parou recentemente e, de acordo com o pessoal do orfanato, ele estava desaparecido. Enquanto os Simpsons vasculham a cidade, Homer é sequestrado; e para libertá-lo, a família deve pagar um resgate de 50 mil dólares, quantia que eles não têm. Lisa logo descobre que Ronaldo está trabalhando com uma fantasia de flamingo na série infantil Teleboobies, razão pela qual ele deixou o orfanato. Ronaldo finalmente encontra os Simpsons e dá a eles os 50 mil dólares de que precisam para resgatar Homer.
Escrito por Bob Bendetson e dirigido por Steven Dean Moore, "Blame It on Lisa" traz várias referências à cultura popular, incluindo uma paródia da apresentadora infantil brasileira Xuxa e uma alusão ao filme Uma Viagem à Lua. Quando foi ao ar originalmente na rede Fox nos Estados Unidos em 31 de março de 2002, foi visto por cerca de onze milhões de pessoas. Em 2010, o episódio foi lançado em DVD e Blu-ray junto com o restante dos episódios da décima terceira temporada.
"Blame It on Lisa" gerou alguma controvérsia no Brasil por causa de sua inclusão de clichês e estereótipos sobre o país, além da cultura brasileira ser imprecisamente retratada como uma mistura das culturas dos países latino-americanos vizinhos, que são hispânicos. A Riotur, órgão de turismo do município do Rio de Janeiro, planejava processar a Fox por prejudicar a imagem internacional da cidade, que eles consideraram que foi incorretamente retratada como tendo crimes de rua violentos, sequestros, favelas e ser infestada de ratos. James L. Brooks, produtor executivo de Os Simpsons, pediu desculpas ao Rio de Janeiro pelo episódio.

## Trama

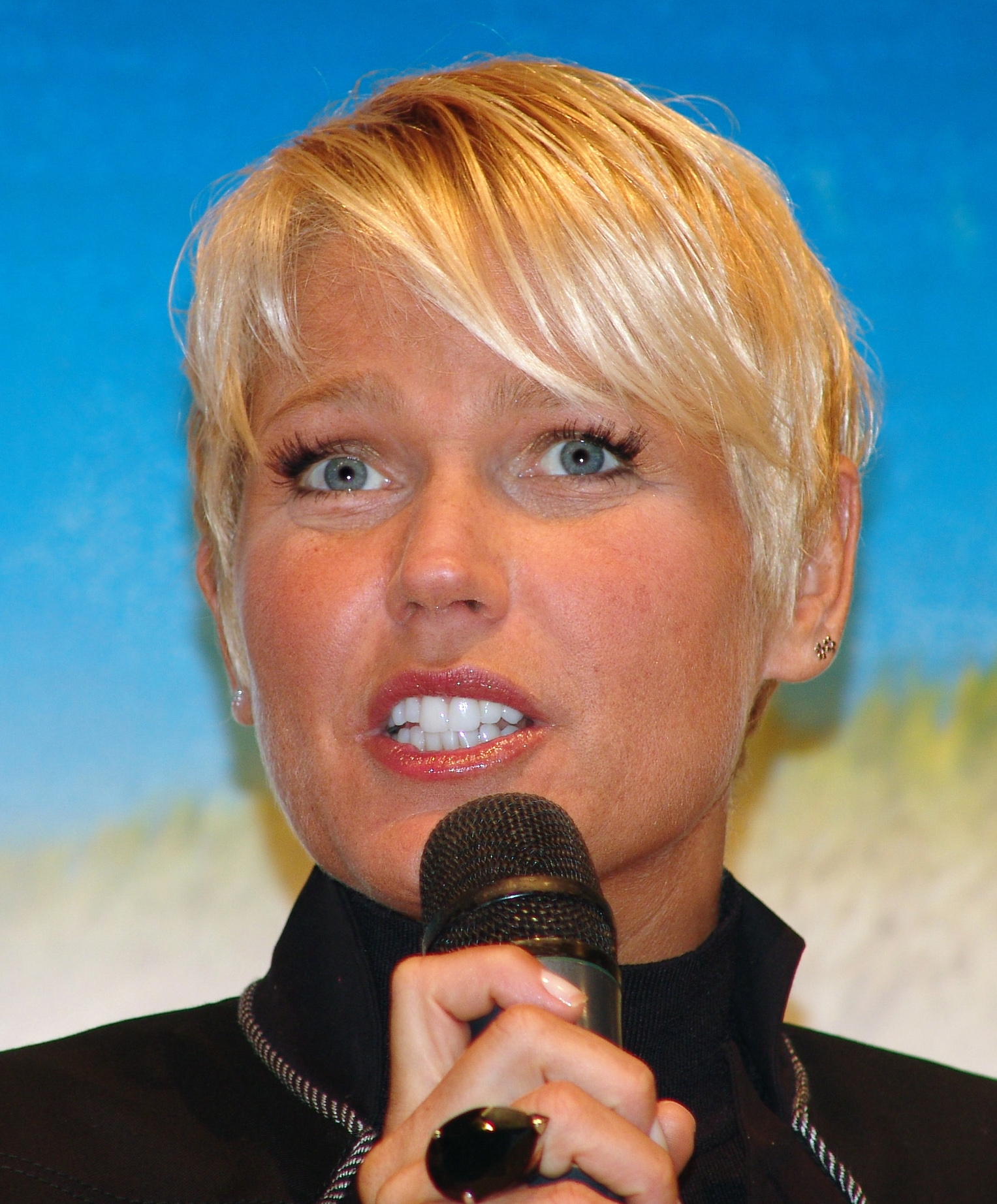
Xuxa Meneghel é parodiada no episódio pela personagem Xoxchitla.

Marge descobre que a família Simpson acumulou uma grande conta devido a várias ligações para o Brasil. Depois que a companhia telefônica corta o serviço da família e Homer se machuca repetidamente tentando restaurá-lo, Lisa admite que fez as ligações para manter contato com Ronaldo, um menino órfão que ela apadrinhava. Ela vinha recebendo cartas mensais dele até recentemente; quando pararam, ela ligou para o orfanato onde ele estava, e foi informada de que ele havia desaparecido. Quando Lisa exibe uma mensagem em vídeo de Ronaldo, contando que ele usou o dinheiro dela para comprar um par de sapatos de dança, Homer, Marge e Bart decidem voar para o Brasil com ela e encontrá-lo. Eles deixam Maggie aos cuidados de Patty e Selma.
Assim que os Simpsons chegam ao Rio de Janeiro, eles começam a procurar Ronaldo — primeiro nas favelas da cidade, depois em seu orfanato — mas sem sucesso. Quando se dividem em pares para cobrir mais terreno, Homer e Bart são roubados por uma gangue de crianças e posteriormente sequestrados em um táxi. Bart foge para contar a Marge e Lisa, e os sequestradores levam Homer para um esconderijo na floresta tropical e exigem 50 mil dólares por sua libertação.
Incapazes de pagar o resgate ou encontrar alguém em Springfield para lhes emprestar o dinheiro, os três Simpsons restantes começam a procurar Homer. Eles são pegos em um desfile de carnaval, durante o qual Lisa encontra Ronaldo — agora trabalhando como dançarino fantasiado de flamingo em um popular programa de televisão infantil. Ele explica que os sapatos que comprou levaram a esse trabalho e a um alto salário, e dá aos Simpsons os 50 mil dólares de que precisam.
Quando eles chegam a um ponto de encontro arranjado pelos sequestradores — no bondinho do Pão de Açúcar — eles descobrem que Homer desenvolveu a síndrome de Estocolmo e fez um álbum de recortes para lembrar seu sequestro. Eles jogam o dinheiro e Homer pula para o carro da família, apenas para que os cabos se rompam e os joguem montanha abaixo. Eles sobrevivem ilesos e Homer agradece sua família por estar lá para tirá-lo dos problemas. Bart é imediatamente engolido inteiro por uma sucuri, mas não se incomoda e começa a dançar samba.

## Produção

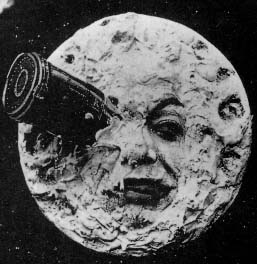
O episódio faz referência ao filme Le voyage dans la Lune, de 1902

"Blame It on Lisa" foi escrito por Bob Bendetson e dirigido por Steven Dean Moore como parte da décima terceira temporada de Os Simpsons (2001-2002). Para as cenas que acontecem no Brasil, os animadores basearam grande parte de seu trabalho em fotografias tiradas por um membro da equipe que já havia visitado o país. Este episódio não é o primeiro em que os Simpsons viajam para um local fora dos Estados Unidos. Ao longo da série, eles visitaram Austrália, Canadá, China, França, Israel, Japão, Irlanda e Reino Unido. A visita deles ao Brasil em "Blame It on Lisa" foi posteriormente mencionada no episódio da décima oitava temporada "The Wife Aquatic" (2007), no qual a família faz uma viagem para uma ilha chamada Barnacle Bay que eles descobrem ter sido devastada pela pesca predatória. Lisa diz a Bart: "Este é o lugar mais nojento que já fomos", ao que Bart pergunta: "E quanto ao Brasil?" Lisa se corrige, respondendo: "Depois do Brasil".
Várias referências à cultura popular são incluídas no episódio. O título "Blame It on Lisa" faz referência ao filme de 1984, Blame It on Rio, que também se passa no Brasil. Enquanto Homer e Bart caminham na praia de Copacabana, a famosa música "Aquarela do Brasil" de 1939 é tocada. Teleboobies é uma paródia da série infantil Xuxa que atraiu reclamações pelos trajes reveladores da apresentadora, a atriz e cantora brasileira Xuxa Meneghel. O nome "Teleboobies" é uma referência à série de televisão britânica Teletubbies. O desenho Itchy & Scratchy que Homer e Bart assistem no início do episódio parodia o filme de Georges Méliès, Le voyage dans la Lune; Itchy e Scratchy estão jogando golfe quando Itchy atinge a cabeça de Scratchy com seu taco de golfe, enviando sua cabeça contra o Homem da Lua, como o foguete faz no filme. De acordo com o showrunner Al Jean, os membros da equipe dos Simpsons pediram ao jogador de golfe estadunidense Tiger Woods para fazer uma aparição especial neste cartoon, mas eles foram recusados.

## Lançamento
Em sua transmissão original na rede Fox nos Estados Unidos em 31 de março de 2002, "Blame It on Lisa" recebeu uma classificação de 6,3 Nielsen e foi visto por aproximadamente onze milhões de pessoas. O episódio terminou em quadragésimo terceiro nas avaliações da semana de 25 a 31 de março de 2002, empatando com um novo episódio da série de comédia George Lopez e o programa de notícias 48 horas. Além disso, tornou-se o programa de maior audiência da Fox naquela semana. Em 24 de agosto de 2010, "Blame It on Lisa" foi lançado em DVD e Blu-ray como parte do box set Os Simpsons — A décima terceira temporada completa. Os membros da equipe Steven Dean Moore, Al Jean, Matt Groening, Matt Selman, Tim Long, John Frink, Don Payne, Joel H. Cohen, Matt Warburton, David Silverman e Mike B. Anderson participaram dos comentário do DVD para o episódio.
Bendetson foi indicado ao Writers Guild of America Award na categoria de animação por seu trabalho no episódio, mas perdeu para Ken Keeler, o escritor do episódio "Godfellas" da animação Futurama.
A recepção de "Blame It on Lisa" pelos críticos de televisão foi mista. Casey Broadwater do Blu-ray.com citou-o como o melhor episódio da temporada. Colin Jacobson, do DVD Movie Guide, argumentou que não foi tão engraçado quanto alguns dos outros episódios que zombaram de outras nações. Ele acrescentou que o episódio "reúne risos ocasionais e, como muito da [décima terceira temporada], não é um programa ruim, mas também não é memorável". Jennifer Malkowski, do DVD Verdict, citou o álbum de recortes que Homer fez de suas memórias de sequestro como o destaque do episódio.

### Reação no Brasil

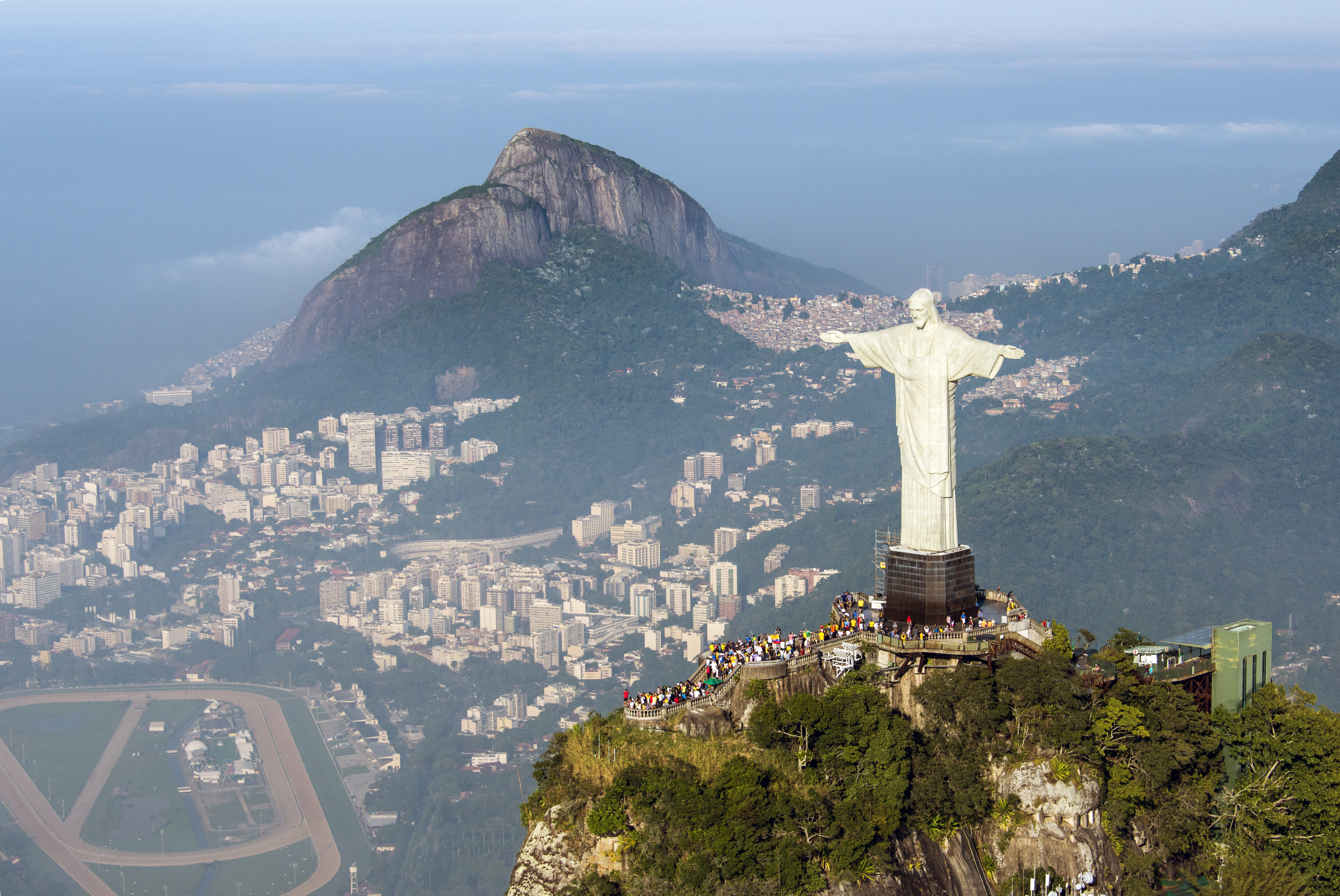
A Riotur chegou a cogitar processar a rede Fox por prejudicar a imagem do Rio de Janeiro com o episódio.

"Blame It on Lisa" teve recepção negativa no Brasil logo após sua transmissão nos Estados Unidos. De acordo com o The Washington Post, "um frenesi midiático imediato nasceu" à medida que o episódio começou a receber cobertura em jornais locais e programas de notícias na televisão brasileira. Um artigo publicado no Houston Chronicle em 8 de abril de 2002 afirmava que os críticos do país se incomodavam com a inclusão de clichês e estereótipos não relacionados ao Brasil, como brasileiros com sotaque espanhol e bigodes. A percepção geral do brasileiro foi de que o episódio confundia sua cultura com a dos países latino-americanos hispânicos do seu entorno. Alex Bellos, que era correspondente do The Guardian no Brasil, comentou que uma das coisas que perturbou os brasileiros foi as muitas imprecisões em destaque no episódio, como a conga e a macarena supostamente serem danças populares no Brasil; a conga é na verdade uma dança caribenha, enquanto a macarena não vem do Brasil e nem é tocada no país com frequência.
Em 6 de abril de 2002, foi noticiado pela mídia brasileira que a Riotur, o órgão de turismo do município do Rio de Janeiro, planejava processar a Fox por prejudicar a imagem internacional da cidade.
A Riotur afirmou que o Rio de Janeiro foi retratado em "Blame It on Lisa" como uma cidade repleta de crimes de rua violentos, sequestros, favelas e uma infestação de ratos, o que o órgão municipal acreditava que desencorajaria os visitantes estrangeiros de visitar a cidade. Ao longo de três anos até a exibição de "Blame It on Lisa" nos Estados Unidos, a Riotur gastou 18 milhões de dólares em uma campanha para atrair turistas ao Rio de Janeiro. O conselho de turismo agora via esse investimento como um desperdício de dinheiro, pois acreditava que a campanha foi prejudicada pelo retrato da cidade no episódio. O planejado processo da Riotur foi apoiado pelo governo brasileiro na época, sendo que o presidente Fernando Henrique Cardoso afirmou que o episódio "trouxe uma visão distorcida da realidade brasileira".

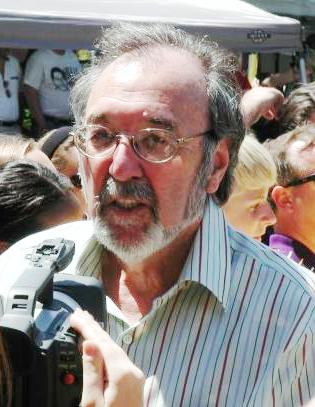
Após a reação negativa no Brasil, o produtor executivo James L. Brooks pediu desculpas "para a adorável cidade e povo do Rio de Janeiro".

Martin Kaste, correspondente da América do Sul da National Public Radio, relatou em 9 de abril de 2002 que desde o anúncio de que processariam a Fox, os funcionários da Riotur foram informados por seus advogados nos Estados Unidos que seria difícil processar o episódio lá por causa da Primeira Emenda da Constituição dos Estados Unidos, que protege as paródias. O produtor executivo dos Simpsons, James L. Brooks, logo emitiu um comunicado dizendo: "Pedimos desculpas à adorável cidade e ao povo do Rio de Janeiro. E se isso não resolver a questão, Homer Simpson se oferece para enfrentar o presidente do Brasil no programa Celebrity Boxing da Fox." Porta-vozes da Fox disseram à imprensa que não haviam recebido tantas críticas com episódios anteriores que zombavam de outras nações. O showrunner Al Jean disse em uma entrevista que "Todos os outros lugares tiveram um bom senso de humor. O Brasil nos pegou de surpresa." Quando "Blame It on Lisa" foi ao ar no Brasil em dezembro de 2002, havia uma declaração no início observando que a Fox não é responsável pela visão dos produtores por trás do episódio.
Em 2014, a família volta a visitar o Brasil no episódio "You Don't Have to Live Like a Referee", quando Homer recebe uma proposta para arbitrar jogos da Copa do Mundo FIFA que era realizada no Brasil. A família faz um tour pelas cidades-sedes do mundial: São Paulo, Rio de Janeiro, Brasília, Recife e Manaus.